# Покрајина Коруња
Покрајина Коруња (шп. Provincia de A Coruña) је покрајина Шпаније у аутономној заједници Галисија. Главни град је Коруња.